# Urlueni
Urlueni – wieś w Rumunii, w okręgu Ardżesz, w gminie Bârla. W 2011 roku liczyła 659 mieszkańców.